# 伊克林
伊克林是马耳他的市镇及村庄，位于馬耳他島中北部。市镇面积为1.7平方公里，2019年人口数量为3,422人。
伊克林设立于20世纪中叶，但一些考古遗址及一座中世纪的小教堂证明该地很早就有人居住。之前作为利亚的一部分，伊克林为“马耳他三村”的一部分。但自从利亚析出之后，伊克林不在是三村的组成部分。